# Way to Bodhi
Way to Bodhi (Sanskrit Bodhi: Erleuchtung, Erkenntnis, Erwachen), kurz WTB, ist eine deutsche Metal-Band aus Stuttgart. Die vier Band-Mitglieder, die aus verschiedenen Teilen Süddeutschlands stammen, nennen sich gegenseitig nur beim Spitznamen und verbergen bei Konzerten ihre Gesichter hinter weißen (Halb-)Masken, um anonym zu bleiben. Way to Bodhi hält den Rekord als die am tiefsten spielende Band der Welt.

## Geschichte
Die Band wurde 2011 gegründet. Bereits im Jahr darauf ging Way to Bodhi auf Tour und spielte über 20 Konzerte in ganz Deutschland, darunter in Stuttgart, Köln, Mönchengladbach, Aachen und Würzburg. Anschließend folgte eine längere Phase im Studio, wo das erste Album aufgenommen wurde. Die Zeit im Studio war geprägt von mehreren Umbesetzungen in der Gruppe und langwierigen Experimenten zu ihrem Sound. 2014 wurde das Winnender Label 7hard auf WTB aufmerksam und nahm sie unter Vertrag. Das Debütalbum Eyed and Spied erschien schließlich 2015 und enthält 13 Lieder mit einer Spieldauer von 50:26 Minuten.

## Stil
Way to Bodhi experimentiert mit diversen Sounds. Unter anderem wurden Gitarre und Bass immer tiefer gestimmt, zudem fügte die Band ihrer Musik elektronisch generierte Klänge hinzu. Gitarre und Bass erzeugen zuweilen Klänge und Harmonien, die völlig außerhalb der bisher bekannten Gitarrensounds liegen. Beide Instrumente werden live lediglich von Verstärkern übertragen, erzielen ihre Tiefe also ohne technische Hilfsmittel wie Octaver. Der Stil der Band enthält Elemente diverser Metal-Subgenres, beispielsweise Death Metal, Industrial, Djent und Sludge – erweitert um elektronische Einflüsse aus diversen Richtungen des Electro.
Wegen der Infraschall-Frequenzen ihres Basses bezeichnet Way to Bodhi selbst ihren Stil zuweilen als „Subsonic Metal“.

## Weltrekord

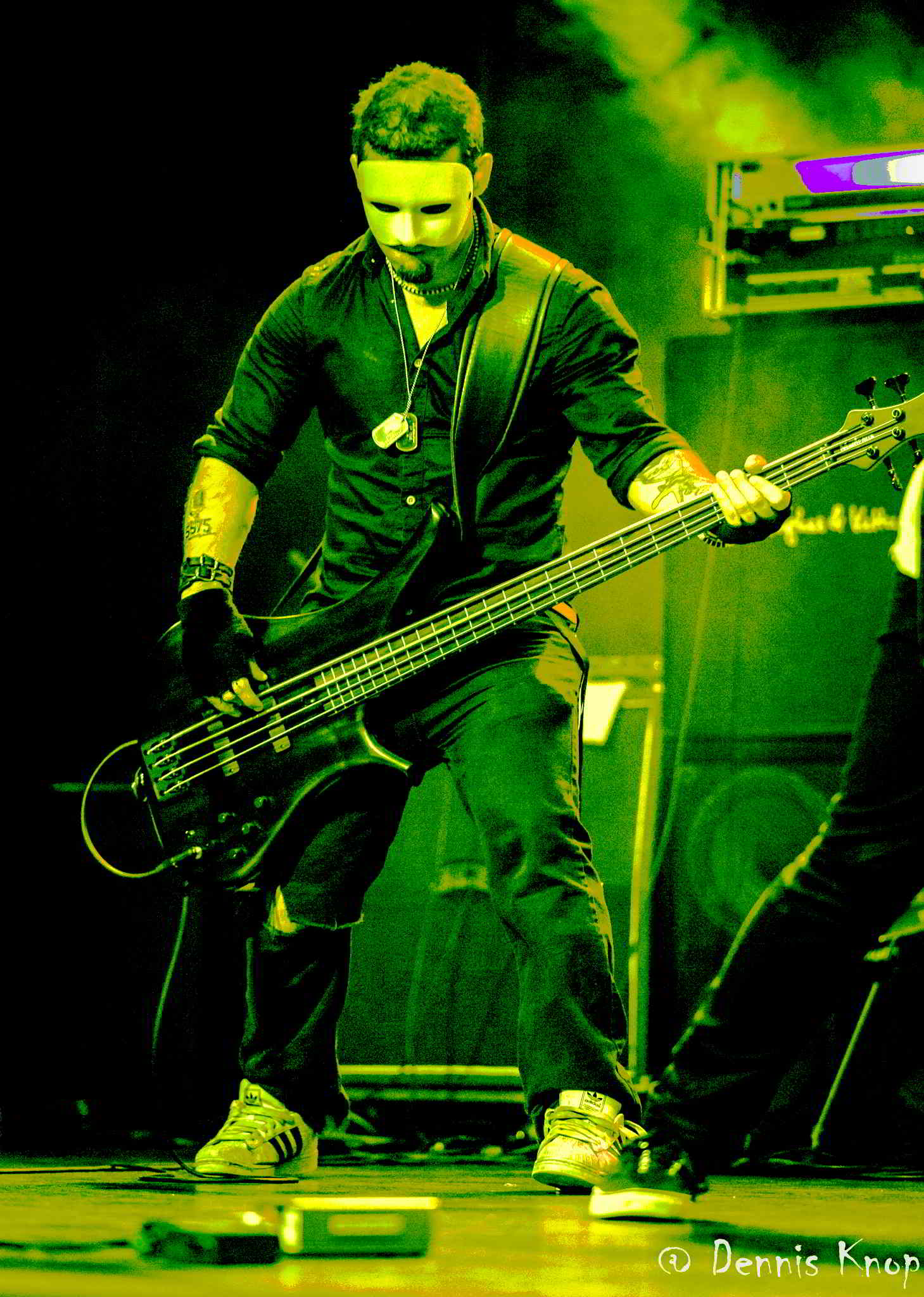
Der Bassist „Buzz“ auf einem Konzert (2015)

Way to Bodhi spielt mit eigens entwickelten Instrumenten und handgewickelten Saiten. Der viersaitige E-Bass der Band liegt eine volle Oktave unter einem herkömmlichen fünfsaitigen E-Bass, intoniert ein H mit einem Grundton bei 15,4 Hertz. Im Mai 2015 haben Way to Bodhi diesen tiefsten Grundton am Physikalischen Institut der Universität Stuttgart bestätigen lassen. Die genau gemessene Frequenz lag bei 15,22 Hertz, also knapp unter einem H bei 15,4 Hertz. Das Rekord-Institut für Deutschland erkannte den Rekord-Versuch an und verlieh Way to Bodhi den Titel der „am tiefsten spielende Band der Welt“.

## Rezeption
Der Stil der Band war in der Vergangenheit bereits mehrfach Thema in einschlägigen Fachmagazinen und Online-Portalen wie Metal Hammer, Rock Hard, Metal.de, Metalglory.de, Wacken-Radio und EMP, aber auch in der Lokal- und Regionalpresse und sogar im Deutschlandfunk. Die Kritiken zum Debütalbum fielen gemischt bis wohlwollend aus. So schrieb EMP: „...daher geht es bei WAY TO BODHI nicht nur ums Hören, sondern auch ums Fühlen. Der Mix aus Meshuggah, Slipknot und Fear Factory gefällt und macht das Album zu einer ganz speziellen Erfahrung.“ Das Online-Portal Metal-Glory: „Hier bekommst Du es voll und ganz in die Tiefen der Magengrube hinein, ohne Kompromisse“. Rock Hard hingegen kürte es zur „Arschbombe des Monat“, also dem schlechtesten Album des Monats.

## Diskografie
Alben
- 2015: Eyed and Spied

Samplerbeiträge
- 2014: Alive or Dead (Legacy-Sampler)

## Musikvideos
- 2015: Living on H[17]